# Тамбулатова, Мария Ивановна
Мари́я Ива́новна Тамбула́това (1936—2010) — театральная актриса. Народная артистка Российской Федерации (1998).

## Биография
Мария Тамбулатова родилась 5 сентября 1936 года в Саратове.
В 1956 году после окончания средней школы принята артисткой в Пензенский областной драматический театр им. А. В. Луначарского. В 1961—1963 годах работала в Омском драматическом театре. С 1963 года — вновь в Пензенском областном драматическом театре.
В 1980 году ей было присвоено почётное звание «заслуженный артист РСФСР», в 1998 году — «народный артист России».
Мария Ивановна Тамбулатова скончалась 16 июня 2010 года в Пензе.
Похоронена на Новозападном кладбище Пензы.

## Роли в театре
На сцене ей сыграно около двухсот ролей, среди них:
- «Святая святых» И. П. Друцэ — Груня
- «Деньги для Марии» В. Г. Распутина — Мария
- «Тихий Дон» М. А. Шолохова — Дарья
- «Недоросль» Д. И. Фонвизина — Простакова
- «Звёзды на утреннем небе» А. Галича — Валентина
- «Дульсинея Тобосская» А. М. Володина — Тереса
- «Ревизор» Н. В. Гоголя — Анна Андреевна
- «Гарольд и Мод» Г. Хиггинса — Мод
- «Бесприданник» Разумовской — баба Паша
- «Вадим» М. Ю. Лермонтова — Марфа Игнатьевна
- «Тифлисские свадьбы» А.А.Цагарели — Ануш
- «Наливные яблоки» А. Н. Островского — Мавра Тарасовна
- «Дядюшкин сон» Ф. М. Достоевского — Наталья Дмитриевна
- «Красавец-мужчина» А. Н. Островского — Аполлинария Антоновна
- «Гроза» А. Н. Островского — Феклуша
- «Месяц в деревне» И. С. Тургенева — Анна Семёновна
- «Самоубийца» Н. Эрдмана — Серафима Ильинична
- «Дорогая Памела!..» Дж. Патрика — Памела Кронки
- «Госпожа министерша» Б. Нушича — Савка
- «Мужчина к празднику или Пока она умирала» Н. М. Птушкиной — Софья Ивановна